# Аналепсис
Аналепсис (грец. ανάληψις — відновлення) — форма розповіді, коли наратор повертається назад, у минуле, яке стосується «теперішнього» моменту; відновлення однієї чи кількох подій, що трапилися раніше «теперішнього» моменту. Частковими синонімами до терміна є ретроспекція, зворотний кадр; одне з понять наратології.

В українській літературі на аналепсиси в різних текстових модифікаціях багата мала проза Ольги Кобилянської. Наприклад, у новелі «Аристократка» аналепсис виконує роль смислотворчого стрижня всього викладу: центральна дійова особа зображена через спогад, через деталізацію найяскравіших епізодів минулого, а вся значеннєва вага викладу сфокусована в погляді онука на окремі події молодості та зрілості померлої бабусі: 
|  | А вона поплескала його по голові і, усміхаючись, сказала: «Вгадай!» — Відтак він додумався до того. О, він додержить свою обіцянку. Вона станеться правдою. Такою правдою, як було правдою те, що подивляв її, що боролася до послідніх сил з суворістю життя, що був її внуком — і був сином пригнобленої нації |

Також аналептичні фігури зустрічаються в оповіданнях Михайла Коцюбинського («Дорогою ціною»), Олександра  Кониського («Півнів празник»), Панаса Мирного («Казка про Правду та Кривду», «Морозенко»), Марка Черемшини («Раз мати родила») та інших.